# Metoda Pressio
Metoda Pressio – metoda korekcji skolioz, opracowana przez Andrzeja Zelszczuka, Janusza Łęczyńskiego, Wojciecha Nowaka i Rudolfa Ociepkę polegająca na wykonywaniu ćwiczeń na specjalnym przyrządzie – autokorektorze.
Punktem wyjścia w tej metodzie jest teoria Roafa, mówiąca, że decydujące znaczenie w progresji skolioz ma rotacja. Autokorektor oddziałuje jednocześnie na trzy płaszczyzny ciała i koryguje jednocześnie skrzywienie pierwotne i wtórne. Ćwiczący na autokorektorze jest ustabilizowany blokadami barkowymi i biodrowymi i wykonuje ćwiczenie zwane „kocim grzbietem”. Podczas wykonywania tego ćwiczenia naciska garbem żebrowym i wałem mięśniowym na peloty ustawione na wysokości łuków skrzywienia, które mają za zadanie powodować równoczesną derotację, korekcję i redresję kręgosłupa. Ćwiczenia łączy się z oddechem stosując 1-2 sekundowe wytrzymanie fazy wydechu w trakcie nacisku peloty. W przyrządzie ćwiczy się kilka razy dziennie po 20-30 powtórzeń. Metoda ta jest szczególnie wskazana w korekcji skolioz dwułukowych piersiowo-lędźwiowych i stosowana jest również w ramach przygotowań do zabiegu operacyjnego, kiedy ma na celu rozluźnienie kręgosłupa.
Obecnie do leczenia skolioz jest wykorzystywane urządzenie „Delfin” opracowane Tomasza Szurmika, Józefa Sitarza i Marka Segieta – jest to przykład znakomitej polskiej myśl na polu techniki medycznej. Aparat ten wykorzystuje zasadę terapii Pressio, ale jest znacznie bezpieczniejszy i skuteczniejszy od stosowanych wcześniej urządzeń.
Metoda ta jest porównywalna jeśli chodzi o skuteczność z metodami takimi jak FED, również opartej na zasadzie Roafa.